# 乙酸丁酸纖維素
乙酸丁酸纤维素（英语：Cellulose acetate butyrate，CAB）是一种醋酸纤维素的混合酯热塑性衍生物，含有乙酸和丁酸功能团。与醋酸纤维素相比，它具有更好的耐候性和较低的吸湿性。CAB化合物的具体性质由丁酸与乙酸功能团的组成决定。